# لافایت جی پول
لافایت گرین پول (به انگلیسی: Lafayette Green Pool) ملقب به «پدر جنگ» از پرسنل تانک و فرماندهان جوخه‌های زرهی ارتش ایالات متحده در جنگ جهانی دوم بود که یک روز پس از نبرد نرماندی در خط مقدم پیاده شده و ۲۵۸ دستگاه از ادوات سنگین دشمن را (تا پیش از آن که تانک وی در ۱۹۴۴ در آلمان نابود گردد) از بین برد. وی یکی از فرماندهان تک خال یگان‌های زرهی در تمام ادوار تاریخ جنگ است.